# Біркенія

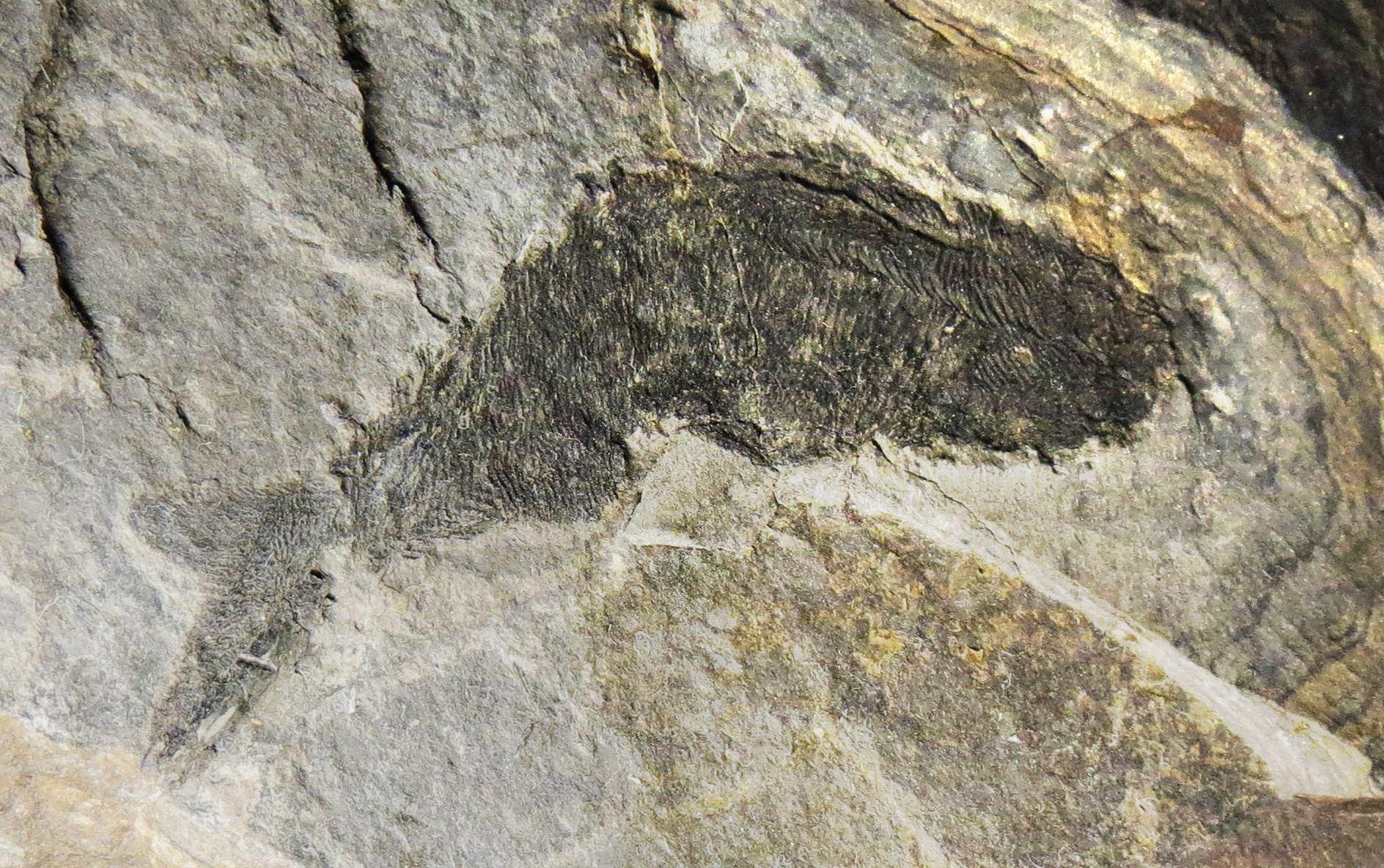
Відбиток Birkenia elegans

Біркенія (Birkenia) — рід вимерлих безщелепних підкласу анаспід. Існував у силурійському періоді (лландоверійська — венлоцька епохи). Назва — від річки Біркенхед-Берн (англ. Birkenhead Burn) у Південному Ланаркширі, Шотландія, де були знайдені викопні рештки. Описано два види: B. elegans та B. robusta.
Рід описав Ремзі Траквайр 1898 року за скам'янілостями з силурійських відкладів Шотландії. Типовий вид — B. elegans, відомий за шотландськими знахідками дуже доброї збереженості. Крім того, до цього виду можуть належати фрагменти з Норвегії, Канади та Росії (Північна Земля). Із силуру Шотландії відомі рештки й іншого, неописаного, виду. У 2001 році з силуру Естонії за фрагментарними рештками був описаний вид B. robusta.

## Опис
Довжина біркенії — до 10 см. Зябрових отворів 8 пар. Тіло веретеноподібне, стиснуте з боків, широке в середині і звужується до кінця. Луски подовжені, розташовані чіткими рядами, які з боків задньої частини спини нахилені вниз і назад, а не вниз і вперед. Великі луски йдуть уздовж верху тіла, деякі направлені вперед, інші назад. Одна луска посередині має загострення, спрямовані в обидва боки. Анальний плавець добре розвинений. Хвостовий плавець на гіпоцеркальному хвості. Очі невеликі, між ними один носовий отвір.
Ймовірно, біркеніі плавали ближче до поверхні води і харчувалися планктоном.